# Hermann Theißen
Hermann Theißen (geboren 14. August 1954 in Erkelenz; gestorben 16. Januar 2016) war ein deutscher Journalist.

## Leben
Theißen studierte Germanistik, Sozialwissenschaften und Theaterwissenschaften in Köln, arbeitete als freier Autor für Zeitungen und absolvierte ein Volontariat beim Deutschlandfunk. Danach war er als freier Mitarbeiter für den WDR in der Redaktion Geschichte/Zeitgeschichte und beim Schulfernsehen tätig. Im Juli 1986 wurde er Redakteur beim politischen Feature und der politischen Literatur im Deutschlandfunk. Mit seiner Kollegin Karin Beindorff gestaltete er das Feature am Dienstag und bis 2008 auch die Sendung „Politische Literatur“. Als Redakteur für Zeitgeschichte und Zeitkritik (Feature) engagierte sich Theißen insbesondere für lange Radioformate: Das Feature sei die offenste journalistische Form, manchmal nahe an der Grenze zur Kunst. Nirgends sonst könne man mit so vielen verschiedenen Stilmitteln arbeiten und experimentieren.
Theißen führte Regie bei Koproduktionen des Deutschlandfunks mit dem Wiener Burgtheater und der Volksbühne Berlin; er schrieb für die Süddeutsche Zeitung, Die Zeit und Theater heute.
Mit seinen Ko-Autoren Monika Borgmann und Lokman Slim drehte er den Dokumentarfilm Massaker, eine internationale Koproduktion über die Massaker von Sabra und Schatila, die im Panorama der Berlinale lief und international ausgezeichnet wurde.

## Dokumentarfilm
- Massaker. Dokumentarfilm von Hermann Theißen, Monika Borgmann und Lokman Slim, Koproduktion Deutschland, Libanon, Frankreich, Schweiz 2004, 96 Minuten, Erstaufführung Berlinale 2005[10][11]